# Besseria dimidiata
Besseria dimidiata är en tvåvingeart som först beskrevs av Zetterstedt 1844.  Besseria dimidiata ingår i släktet Besseria och familjen parasitflugor. Inga underarter finns listade i Catalogue of Life.